# Парламентские выборы в Черногории (1996)
Парламентские выборы в Черногории 1996 года — выборы парламента в Черногории, которые были проведены 3 ноября 1996 года, одновременно с первым туром местных выборов. Победителем выборов стала демократическая партия социалистов Черногории. Премьер-министром стал Мило Джуканович. Примечательно, что как и на выборах в 1992 году, на этих выборах ни одна из пяти партий, представляющих коммунистов, не прошла в Парламент.

## Результаты
| Коалиции и партии | Голоса  | %     | Мандаты | +/- |
| --- | ------- | ----- | ------- | --- |
| Демократическая партия социалистов Черногории (Демократска партија социјалиста Црне Горе) | 150 237 | 49,92 | 45      | -1  |
| Коалиция «Народное союз»: Народная партия и Либеральный Альянс Черногории (Коалиција «Народна слога»: Народна странка Црне Горе и Либерални савез Црне Горе) | 74 963  | 24,91 | 19      | -8  |
| Социал-демократическая партия Черногории (Социајлдемократска партија Црне Горе) | 16 608  | 5,52  | -       | -   |
| Сербская радикальная партия — Воислав Шешель (Српска радикална странка — «др Војислав Шешељ») | 12 963  | 4,31  | 0       | -8  |
| Партия демократического действия Черногории (Странка демократске акције Црне Горе) | 10 167  | 3,38  | 3       | +3  |
| Сербский Союз: Сербская соборная партия, Партия Сербского Единства (Српски савез: Српска саборна странка, Странка српског јединства) | 5848    | 1,94  | -       | -   |
| Демократический Альянс в Черногории (Демократски савез у Црној Гори) | 5289    | 1,76  | 2       | +2  |
| Коммунисты Черногории: Коммунистическая партия Черногории, Союз коммунистов Черногории, Демократическая коммунистическая партия Черногории, Новое коммунистическое движение Югославии (Комунисти Црне Горе: СКПЈ ЦГ, СК ЦГ, Демократска комунистичка партија и Нови комунистички покрет Југославије) | 5176    | 1,72  | -       | -   |
| Демократический Союз Албании (Демократска унија Албанаца) | 3849    | 1,28  | 2       | +2  |
| Коммунистическая партия Югославии в Черногории (Комунистичка партија Југославије у Црној Гори) | 1728    | 0,57  | -       | -   |
| Югославские объединённые левые (Југословенска удружена левица) | 1668    | 0,55  | -       | -   |
| Сербская демократическая партии Черногории (Српска демократска странка Црне Горе) | 1603    | 0,53  | -       | -   |
| Сербская Радикальная Партия Черногории (Српска радикална странка за Црну Гору) | 861     | 0,29  | -       | -   |
| Экологическое Движение Черногории (Еколошки покрет Црне Горе) | 711     | 0,24  | -       | -   |
| Партия Закона Природы Черногории (Странка природног закона Црне Горе) | 452     | 0,15  | -       | -   |
| Демохристианская (православная) партия (Демохришћанска (православна) странка) | 446     | 0,15  | -       | -   |
| Партия для защиты сбережени Черногории (Странка заштите штедних улога Црне Горе) | 380     | 0,13  | -       | -   |
| Партия национальной равноправности (Странка националне равноправности) | 214     | 0,07  | -       | -   |
| Гражданская группа «Седьмая Сила» (Група грађана «Седма сила») | 16      | 0,01  | -       | -   |
| Союз социальной справедливости (Савез социјалне правде) | 5       | 0,00  | -       | -   |
| Недействительные бюллетени | 7742    | 2,57  |         |     |
| Всего (явка: 66,9 %+0,41 %) | 300 926 | 100   | 71      | -   |